# Kometenjager
Een kometenjager is een astronoom die zich gespecialiseerd heeft in het opsporen van kometen.
Als een komeet als eerste geïdentificeerd wordt krijgt de ontdekker ervan het voorrecht zijn naam aan de komeet te geven. Zo is de komeet Shoemaker-Levy 9 (1993e) gezamenlijk ontdekt door Eugene Shoemaker, zijn vrouw Carolyn en David Levy. Deze komeet kwam in het nieuws omdat hij eerst in stukken brak die daarna tussen 16 en 22 juli 1994 te pletter sloegen op de planeet Jupiter.

Uitzonderlijk, is de komeet van Halley niet ontdekt door Edmond Halley. Halley stelde alleen maar dat het bij een aantal komeetverschijningen met tussenpozen van 76 jaar steeds om dezelfde komeet ging, en voorspelde correct zijn terugkomst.
Kometenjagers maken gebruik van speciale telescopen die van een groot stuk hemel binnen een aantal uren of dagen een foto maken. Omdat een komeet beweegt ten opzichte van de vaste sterren op de achtergrond zal op een serie foto's een komeet steeds een stukje verspringen. Zodra er genoeg waarnemingen zijn kan de baan van de komeet berekend worden.
Een van de eerste systematische kometenjagers was Charles Messier, om nieuwe kometen gemakkelijker te kunnen identificeren legde hij tussen 1758 en 1782 een catalogus aan van alle 'komeetachtige' (voornamelijk nevels en gaswolken) objecten aan de hemel. De Andromedanevel is bijvoorbeeld nog steeds bekend als M31, het 31ste object uit de lijst van Messier.

## Andere betekenissen
De Messerschmitt Me 163 was het eerste operationele raketaangedreven jachtvliegtuig die werd aangeduid als de "Komet".